# Barvna slepota
Bárvna slepôta pri ljudeh je nezmožnost zaznavanja razlik med nekaterimi ali vsemi barvami, ki jih zaznava večina. S tujko se barvna slepota imenuje daltonízem. Največkrat je barvna slepota pogojena gensko, lahko pa se pojavi zaradi poškodbe očesa, živcev ali možganov, ali zaradi izpostavljanja določenim kemikalijam. Angleški kemik John Dalton je leta 1794 zaradi lastne barvne slepote objavil prvi znanstveni članek s tega področja Nenavadne ugotovitve, povezane z barvnim vidom (Extraordinary facts relating to the vision of colours).
Je dedna bolezen. Obstajata delna in popolna barvna slepota. Pri delni barvni slepoti je okvarjen sistem za sprejemanje zelene ali rdeče barve, v zelo redkih primerih tudi modre. Nekateri jih sploh ne vidijo. V človeškem očesu so namreč trije tipi čutnic, ki zaznavajo svetlobno valovanje različnih valovnih dolžin – zeleno, rdeče ali modro. Katerikoli od teh tipov je lahko zaradi genetske napake okvarjen in ne deluje, ali pa je njegova občutljivost premaknjena proti sosednjemu delu spektra. Pri okvari enega od tipov (dikromaciji) ga lahko ostala dva do določene mere kompenzirata in je razločevanje odtenkov »manjkajoče« barve še nekoliko ohranjeno. Najpogostejša je okvara čutnic za rdeči ali zeleni del spektra. Ljudje z okvaro čutnic za rdeči del spektra se imenujejo »protanopi«, tisti z okvaro čutnic za zeleni del spektra pa »devteranopi«. »Tritanopi« oz. ljudje z okvaro čutnic za modri del spektra so razmeroma redki in predstavljajo le približno 0,001 % populacije.
Popolno barvno slepi ne vidijo nobene izmed barv, zmanjšana pa je tudi vidna ostrina. V Sloveniji obstajajo le trije primeri s popolno oziroma 100 % barvno slepoto.

## Zadnja odkritja pri raziskavah barvno slepih
Raziskovalci so odkrili, da gre pri ljudeh z najhujšo obliko barvne slepote za genetsko okvaro kromosoma X in je pri ženskah zelo redka, večinoma se pojavlja pri moških, belcih, zanjo trpi približno 5 do 8 % moških in le 1 % žensk. Prizadeti imajo močno otežen vid v močnejši svetlobi, zunaj stavb in sredi dneva, ko so sence predmetov kratke. Zdravniki si prizadevajo, da bi barvno slepoto – akromatopsijo odpravili z genetskim zdravljenjem.